# Тер-Оганесянц, Юрий Ваганович
Ю́рий Ваганович Тер-Оганеся́нц (21 ноября 1949 — 5 сентября 1999) — советский футболист, защитник.

## Карьера
С 1971 по 1972 год выступал за ростовский СКА, в составе которого дебютировал в Высшей лиге СССР, где провёл 6 матчей, в 1971 году стал финалистом Кубка СССР, приняв участие в 3 поединках команды в турнире, в том числе на стадии 1/8 финала. Сезон 1973 года провёл в ворошиловградской «Заре».
В 1974 году вернулся в СКА, сыграл 12 встреч, после чего в том же году пополнил ряды ленинградского «Динамо», где находился затем до 1975 года. С 1976 по 1979 год играл за «Кубань», в составе которой провёл за это время 69 матчей и стал серебряным призёром Первой лиги СССР в 1979 году.

## Достижения
- 2-е место в Первой лиге СССР (выход в Высшую лигу): 1979
- Финалист Кубка СССР: 1971